# Plan Cancer
Les plans Cancer sont une suite de plans lancés par le gouvernement français sous l'impulsion du président Jacques Chirac en 2003, dont le but est la lutte contre le cancer et l'amélioration de la prise en charge des malades. 

## Plan 2003-2007
Le plan Cancer 2003-2007 prévoyait notamment de faire appliquer l'interdiction de fumer dans les lieux publics, ainsi que de rendre plus difficile l'accès au tabac, cette dernière mesure impliquant en particulier «une augmentation significative et régulière du prix de vente du tabac». Entre 2002 et 2004, le prix du tabac a augmenté d'environ 35%, pour une chute des ventes de cigarettes d'environ 25%.
Le plan prévoit également pour la première fois la généralisation progressive du dépistage massif des cancer, avec la généralisation du dépistage du cancer du sein dès 2004 ainsi que des expérimentations sur le dépistage du cancer colorectal entre 2002 et 2007 dans 23 départements français. Cette hausse du nombre de dépistages a été rendue possible en partie par l'augmentation progressive du nombre d'équipements d'imagerie médicale au sein des établissements du système du santé. L'association Imagerie Santé Avenir publie en 2003 sa première enquête annuelle sur les effectifs d'appareil d'imagerie médicale, en recensant 230 appareils. Cette enquête servira de référence jusqu'à la mise en place des SROS et d’indicateurs publics après 2016.
La Cour des comptes et le Haut Conseil de la santé publique ont émis des critiques  contre le plan 2003-2007. Si elle en avait loué le « caractère novateur », la Cour des comptes avait déploré en juin 2008 les « carences » et les « défaillances » du plan Cancer 2003-2007, un des grands chantiers de Jacques Chirac, relevant qu'un tiers seulement de ses 70 mesures avaient été réalisées.

## Plan 2009-2013
Le professeur Jean-Pierre Grünfeld a remis en février 2009 au président de la République Nicolas Sarkozy ses propositions pour donner un « nouvel élan » à la lutte contre le cancer. Ces recommandations visent à « soutenir la recherche », « lutter contre les inégalités » face à la maladie, à améliorer « la coordination des soins » et à renforcer le suivi des malades après leur traitement sur la période 2009-2013. « Il s'agit également de faire un effort sur coordination des soins [...] en remettant le médecin généraliste au centre du suivi des patients ». « Enfin, nous souhaitons un effort sur le vivre après le cancer, qui a été un peu laissé de côté dans le précédent plan. Beaucoup de patients nous ont dit qu'après la phase aiguë du traitement, ils avaient de la peine pour retrouver des repères, corriger les handicaps créés par les traitements et la réinsertion professionnelle ».
Aucune date n'a été fixée pour le lancement du prolongement du plan Cancer et le montant du budget qui pourrait être consacré par l'État n'a pas été arrêté.
Le lancement du site officiel du plan Cancer 2009-2013 a été annoncé le 8 octobre 2010, à l'occasion d'une conférence de presse donnée par la ministre de la Santé et des Sports, Roselyne Bachelot, organisée pour le lancement d'une campagne de mobilisation en faveur du dépistage du cancer du sein.
De son côté, la Générale de Santé a lancé le 18 septembre 2012 un second plan Cancer (2012 - 2017). Quatre instituts de cancérologie : Lille Métropole, Lyon, Marseille et Paris seront notamment chargés de le mettre en œuvre.

## Plan 2014-2019
Le 4 décembre 2012, le président de la République François Hollande annonce le lancement d'un troisième plan Cancer. Celui-ci a été annoncé le 4 février 2014, date de la journée mondiale contre le cancer. Une mission d'orientation a été confiée à Jean-Paul Vernant, professeur d'hématologie à l'Hôpital Saint-Louis (Paris- AP-HP). Le plan Cancer 2014-2019 est décliné en 17 objectifs qui s’organisent en actions opérationnelles. Ces objectifs s'articulent autour des quatre grandes ambitions du plan, à savoir guérir plus de personnes malades, préserver la continuité et la qualité de vie, investir dans la prévention et la recherche, optimiser le pilotage et les organisations. Plus particulièrement l’action 5.2 du plan Cancer projette d’inclure 50 000 patients par an dans des essais cliniques en 2019. Pour ce faire, le plan Cancer prévoit que la participation forte des intergroupes coopérateurs français de dimension internationale dans le domaine du cancer labellisés par l'INCa, leur mise en responsabilité dans la proposition et la conduite d’essais cliniques visant à répondre aux grandes questions thérapeutiques d’augmentation de la survie et de réduction des effets secondaires et tardifs des traitements, doivent être facilitées.

## Stratégie décennale de lutte contre les cancers 2021-2030
Cette stratégie qui prend la suite des trois premiers plans cancer et dont la mise en œuvre a été retardée en raison de la pandémie de la Covid-19 en 2020 fixe des objectifs ambitieux et inédits. Dévoilé le 4 février 2021 par le président Emmanuel Macron, il a pour objectif principal de faire baisser le nombre de morts de 150 000 à 100 000 par an. Le plan sera doté d'un financement de 1,74 milliard d'euros pour ses cinq premières années et s'articulera autour de quatre objectifs principaux. Le premier, dont la mise en œuvre interviendra sur la période 2021-2025, est de parvenir à pratiquer 10 millions de dépistages annuels, contre 9 millions actuellement. Cette campagne concernera principalement le cancer du sein, le cancer colorectal et celui du col de l'utérus. Le second objectif est d'arriver à faire éclore d'ici 2030 une génération sans tabac, en jouant sur les prix, en étendant les surfaces sans tabac et par des campagnes de communication. L'alcool et les 16 000 décès annuels par cancer dont il est la cause, sont la cible du troisième objectif du plan. Il est prévu de mobiliser la recherche, de sensibiliser les jeunes, de réguler la publicité et d'en limiter l'accessibilité. Enfin, le quatrième point tourne autour du taux de survie lors de cancers virulents. Il s'agit principalement des cancers des poumons, du pancréas, et du cancer du sein dit "triple négatif". L'action devrait se concentrer notamment sur les immunothérapies et l'amélioration de la prise en charge des patients. Sur l'ensemble de ces quatre objectifs, la moitié du budget alloué le sera à la recherche scientifique et médicale.